# Fauch
Fauch település Franciaországban, Tarn megyében. Lakosainak száma 604 fő (2022. január 1.). Fauch Fréjairolles, Dénat, Mouzieys-Teulet és Terre-de-Bancalié községekkel határos.

## Népesség
A település népességének változása:
| Lakosok száma | 517  | 524  | 540  | 536  | 549  | 554  | 570  | 587  | 604  |
|               | 2013 | 2015 | 2016 | 2017 | 2018 | 2019 | 2020 | 2021 | 2022 |